# Cathalistis secularis
Cathalistis secularis is een vlinder uit de onderfamilie Compsocteninae van de familie Eriocottidae. De wetenschappelijke naam van deze soort is voor het eerst geldig gepubliceerd in 1918 door Edward Meyrick.
De soort komt voor in het Afrotropisch gebied.